# Pietre (personaggio)
Pietre è un personaggio della serie televisiva Utopia. È interpretato da Neil Maskell. Compare per la prima volta nell'episodio pilota della serie, ed è il principale antagonista dei protagonisti nei primi 4 episodi. Pietre viene introdotto nella serie con il fittizio nome di "Arby" e presentandosi come un glaciale assassino incapace di provare qualsiasi sentimento al soldo de The Network, una potente organizzazione criminale inglese. Solo in seguito si scopriranno i motivi di questo suo distacco emotivo da chiunque.

## Storia del personaggio

### Passato
Nell'episodio Episode 3, scopriamo parte del passato di Pietre: lui è figlio dello scienziato creatore del manoscritto "The Utopia Experiments" (lo stesso manoscritto a cui il Network dà la caccia) ed è il fratello di Jessica Hyde, una ragazza fuggitiva che possiede la chiave per capire il segreto che Utopia contiene. Pietre e Jessica hanno subito anni di abusi da parte di loro padre, trattati (a detta di Pietre) come animali e costretti a vivere in piccole celle. Pietre inoltre è stato l'oggetto di un pericoloso esperimento da parte di suo padre, che in qualche modo lo ha reso insensibile a quasi ogni emozione. L'unica cosa che gli dava conforto erano le uvette, e per questo è stato rinominato Raisin Boy (traducibile in italiano come Il ragazzo dell'uvetta, la cui pronuncia in lingua inglese delle lettere iniziali, "R" e "B", dà origine al soprannome "Arby" ).
In un non ben specificato giorno sia Jessica che Pietre sono riusciti a fuggire dal laboratorio di loro padre, prendendo strade completamente diverse: Jessica è rimasta una fuggitiva per tutta la sua adolescenza, nascondendosi sia dal Network che dalle autorità; Pietre invece è stato trovato da quest'ultima organizzazione e assoldato come serial killer. Dal Network stesso è stato falsamente rinominato "Arby"; solo molti anni più tardi Pietre, minacciando di morte alcuni dei principali esponenti del Network, scoprirà che Arby non è il suo vero nome e conoscerà le sue origini.

### Presente
Pietre nel presente ha dimostrato in più di un'occasione di riuscire comunque a provare dei sentimenti, al contrario di cosa succedeva in passato. In Episode 3 infatti si mette a piangere prima di sparare e uccidere un bambino in una scuola perché testimone di alcuni omicidi, mentre in Episode 5 conosce sua sorella Jessica e durante il pranzo, per la prima volta nella sua vita, sorride. Fisicamente parlando invece Pietre è rimasto parzialmente invalido, avendo una gamba storta e quindi facendo fatica a camminare.
Sempre in Episode 5, Pietre consegna Utopia a Jessica e si rivolta contro il Network, facendo perdere le loro tracce e incendiando la struttura in cui Utopia era nascosta.